# 古沃爾真熱帶鯰
古沃爾真熱帶鯰，為輻鰭魚綱鯰形目北非鯰科的其中一種，分布於亞洲印度半島的淡水流域，體長可達64公分，棲息在溪流、溝渠的底層水域，屬肉食性，生活習性不明。

## 擴展閱讀
維基物種上的相關：古沃爾真熱帶鯰